# 西宮原
西宮原（にしみやはら）は、大阪府大阪市淀川区にある町名。現行行政地名は西宮原一丁目から西宮原三丁目。

## 地理
淀川区の東部に位置し、東に宮原、西に三国本町、南の西側に木川東、東側に西中島、北に西三国と接している。

## 世帯数と人口
2019年（令和元年）9月30日現在の世帯数と人口は以下の通りである。
| 丁目         | 世帯数    | 人口     |
| ------------ | --------- | -------- |
| 西宮原一丁目 | 2,598世帯 | 3,975人  |
| 西宮原二丁目 | 2,949世帯 | 5,714人  |
| 西宮原三丁目 | 2,406世帯 | 4,448人  |
| 計           | 7,953世帯 | 14,137人 |

### 人口の変遷
国勢調査による人口の推移。
| 1995年（平成7年）  | 10,580人 | [ 5 ] |  |
| 2000年（平成12年） | 10,460人 | [ 6 ] |  |
| 2005年（平成17年） | 11,586人 | [ 7 ] |  |
| 2010年（平成22年） | 11,804人 | [ 8 ] |  |
| 2015年（平成27年） | 13,532人 | [ 9 ] |  |

### 世帯数の変遷
国勢調査による世帯数の推移。
| 1995年（平成7年）  | 4,593世帯 | [ 5 ] |  |
| 2000年（平成12年） | 5,227世帯 | [ 6 ] |  |
| 2005年（平成17年） | 5,808世帯 | [ 7 ] |  |
| 2010年（平成22年） | 6,090世帯 | [ 8 ] |  |
| 2015年（平成27年） | 7,007世帯 | [ 9 ] |  |

## 学区
市立小・中学校に通う場合、学区は以下の通りとなる。なお、小学校・中学校入学時に学校選択制度を導入しており、通学区域以外に淀川区にある以下の通学区域に隣接する校区にある小学校・中学校から選択することも可能。
| 丁目         | 番                                       | 小学校               | 中学校             |
| ------------ | ---------------------------------------- | -------------------- | ------------------ |
| 西宮原一丁目 | 全域                                     | 大阪市立宮原小学校   | 大阪市立宮原中学校 |
| 西宮原二丁目 | 1～5番 6番1～32号 6番82～103号 7番       | 大阪市立宮原小学校   | 大阪市立宮原中学校 |
| 西宮原二丁目 | 6番33～81号                              | 大阪市立三国小学校   | 大阪市立三国中学校 |
| 西宮原三丁目 | 3番4～6号 3番27～72号                    | 大阪市立三国小学校   | 大阪市立三国中学校 |
| 西宮原三丁目 | 1〜2番 3番1～3号 3番7～26号 3番73～120号 | 大阪市立北中島小学校 | 大阪市立宮原中学校 |

## 事業所
2016年（平成28年）現在の経済センサス調査による事業所数と従業員数は以下の通りである。
| 丁目         | 事業所数  | 従業員数 |
| ------------ | --------- | -------- |
| 西宮原一丁目 | 288事業所 | 4,482人  |
| 西宮原二丁目 | 199事業所 | 4,728人  |
| 西宮原三丁目 | 49事業所  | 322人    |
| 計           | 536事業所 | 9,532人  |

## 施設
- 大阪市立宮原中学校
- 東洋医療専門学校
- 北大阪病院
- 新大阪西宮原郵便局
- SORA新大阪21
- 新大阪センイシティー
  - コーナン 新大阪センイシティー店・コーナン商事 本社事務所
- ライフ セントラルスクエア西宮原店

## その他

### 日本郵便
- 〒532-0004[3]（集配局：淀川郵便局[13]）